# Lee County, North Carolina
Lee County är ett administrativt område i delstaten North Carolina, USA, med 57 866 invånare. Den administrativa huvudorten (county seat) är Sanford. 

## Geografi
Enligt United States Census Bureau har countyt en total area på 672 km². 667 km² av den arean är land och 5 km² är vatten. 

### Angränsande countyn
- Chatham County - nord
- Harnett County - sydost
- Moore County - sydväst

### Städer och samhällen
- Broadway (delvis i Harnett County)
- Sanford (huvudort)